# Manent-Montané
Pour les articles homonymes, voir Manent.
Manent-Montané (Manent e Montaner en gascon) est une commune française située dans le sud du département du Gers en région Occitanie. Sur le plan historique et culturel, la commune est dans le pays d'Astarac, un territoire du sud gersois très vallonné, au sol argileux, qui longe le plateau de Lannemezan.
Exposée à un climat océanique altéré, elle est drainée par l'Arrats, l'Arrat de devant et par divers autres petits cours d'eau.
Manent-Montané est une commune rurale qui compte 87 habitants en 2022, après avoir connu un pic de population de 332 habitants en 1831.  Ses habitants sont appelés les Manentois ou  Manentoises.

## Géographie

### Localisation
Manent-Montané est une commune est située dans la Gascogne sur l'Arrats de devant.

### Communes limitrophes
Les communes limitrophes sont  Arrouède, Cap d'Astarac, Lalanne-Arqué et Mont-d'Astarac.
| Arrouède (par un quadripoint) | Cabas-Loumassès | Saint-Blancard |
|                               | Manent-Montané  | Lalanne-Arqué  |
| Mont-d'Astarac                |                 |                |

### Géologie et relief
Manent-Montané se situe en zone de sismicité 2 (sismicité faible).

### Hydrographie

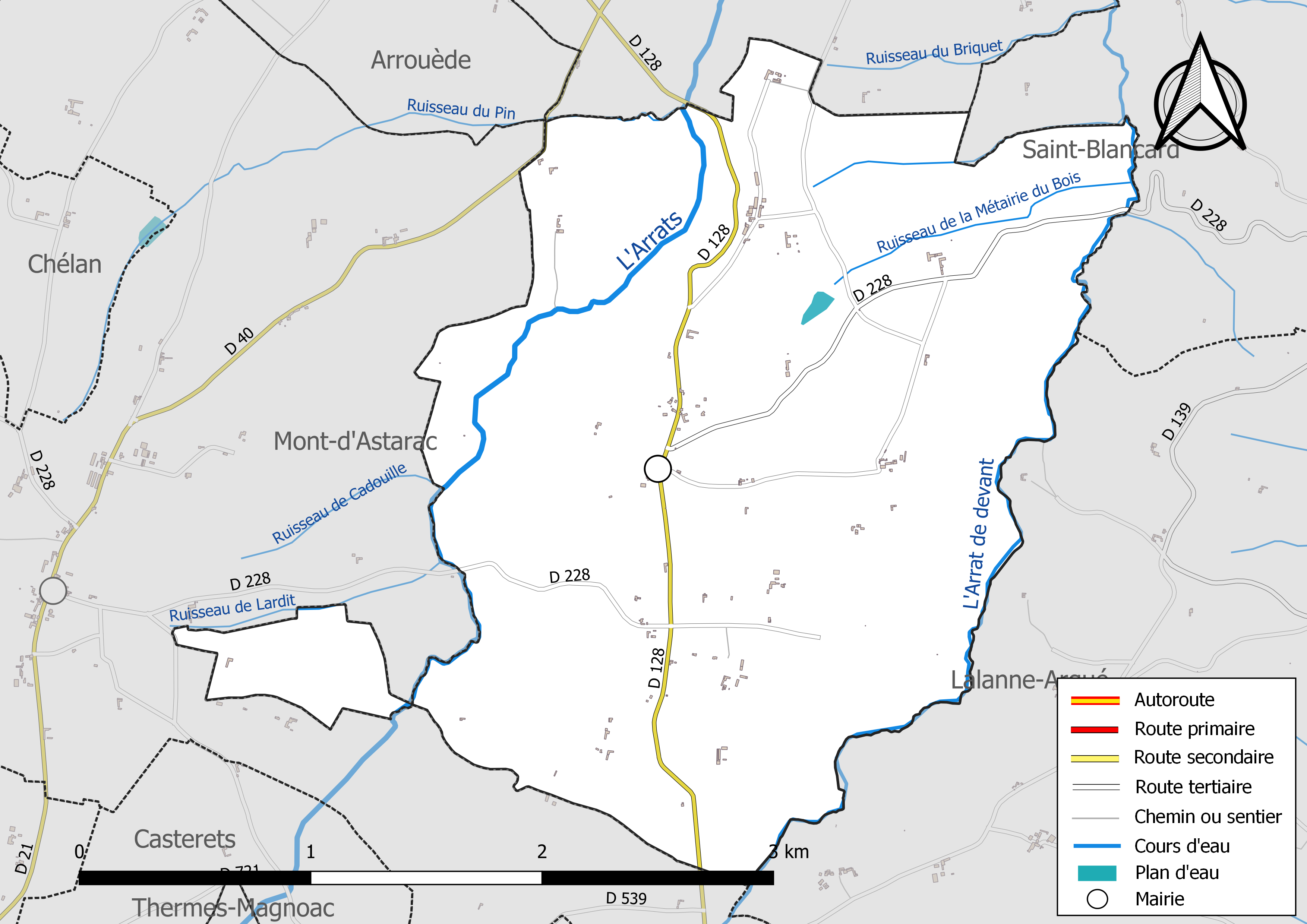
Réseaux hydrographique et routier de Manent-Montané.

La commune est dans le bassin de la Garonne, au sein du bassin hydrographique Adour-Garonne. Elle est drainée par l'Arrats, l'Arrat de Devant, le ruisseau de la Métairie du Bois, le ruisseau de Lardit, le ruisseau du Pin et par un petit cours d'eau, qui constituent un réseau hydrographique de 9 km de longueur totale,.
L'Arrats, d'une longueur totale de 162,1 km, prend sa source dans la commune de Lannemezan et s'écoule vers le nord. Il traverse la commune et se jette dans la Garonne à Saint-Loup, après avoir traversé 66 communes.
L'Arrat de devant, d'une longueur totale de 14,1 km, prend sa source dans la commune de Betbèze et s'écoule vers le nord. Il traverse la commune et se jette dans l'Arrats à Bézues-Bajon, après avoir traversé 10 communes.

### Climat
Pour des articles plus généraux, voir Climat de l'Occitanie et Climat du Gers.
En 2010, le climat de la commune est de type climat océanique altéré, selon une étude s'appuyant sur une série de données couvrant la période 1971-2000. En 2020, Météo-France publie une typologie des climats de la France métropolitaine dans laquelle la commune est toujours exposée à un climat océanique altéré et est dans la région climatique Aquitaine, Gascogne, caractérisée par une pluviométrie abondante au printemps, modérée en automne, un faible ensoleillement au printemps, un été chaud (19,5 °C), des vents faibles, des brouillards fréquents en automne et en hiver et des orages fréquents en été (15 à 20 jours).
Pour la période 1971-2000, la température annuelle moyenne est de 12,6 °C, avec une amplitude thermique annuelle de 14,8 °C. Le cumul annuel moyen de précipitations est de 878 mm, avec 10,1 jours de précipitations en janvier et 6,5 jours en juillet. Pour la période 1991-2020, la température moyenne annuelle observée sur la station météorologique la plus proche, située sur la commune de Sadeillan à 22 km à vol d'oiseau, est de 13,6 °C et le cumul annuel moyen de précipitations est de 900,9 mm,. Pour l'avenir, les paramètres climatiques de la commune estimés pour 2050 selon différents scénarios d’émission de gaz à effet de serre sont consultables sur un site dédié publié par Météo-France en novembre 2022.

### Milieux naturels et biodiversité
Aucun espace naturel présentant un intérêt patrimonial n'est recensé sur la commune dans l'inventaire national du patrimoine naturel,,.

## Urbanisme

### Typologie
Au 1er janvier 2024, Manent-Montané est catégorisée commune rurale à habitat très dispersé, selon la nouvelle grille communale de densité à sept niveaux définie par l'Insee en 2022.
Elle est située hors unité urbaine et hors attraction des villes,.

### Occupation des sols
L'occupation des sols de la commune, telle qu'elle ressort de la base de données européenne d’occupation biophysique des sols Corine Land Cover (CLC), est marquée par l'importance des territoires agricoles (85,9 % en 2018), une proportion identique à celle de 1990 (85,9 %). La répartition détaillée en 2018 est la suivante : 
terres arables (59,2 %), zones agricoles hétérogènes (26,7 %), forêts (14,1 %). L'évolution de l’occupation des sols de la commune et de ses infrastructures peut être observée sur les différentes représentations cartographiques du territoire : la carte de Cassini (XVIIIe siècle), la carte d'état-major (1820-1866) et les cartes ou photos aériennes de l'IGN pour la période actuelle (1950 à aujourd'hui).

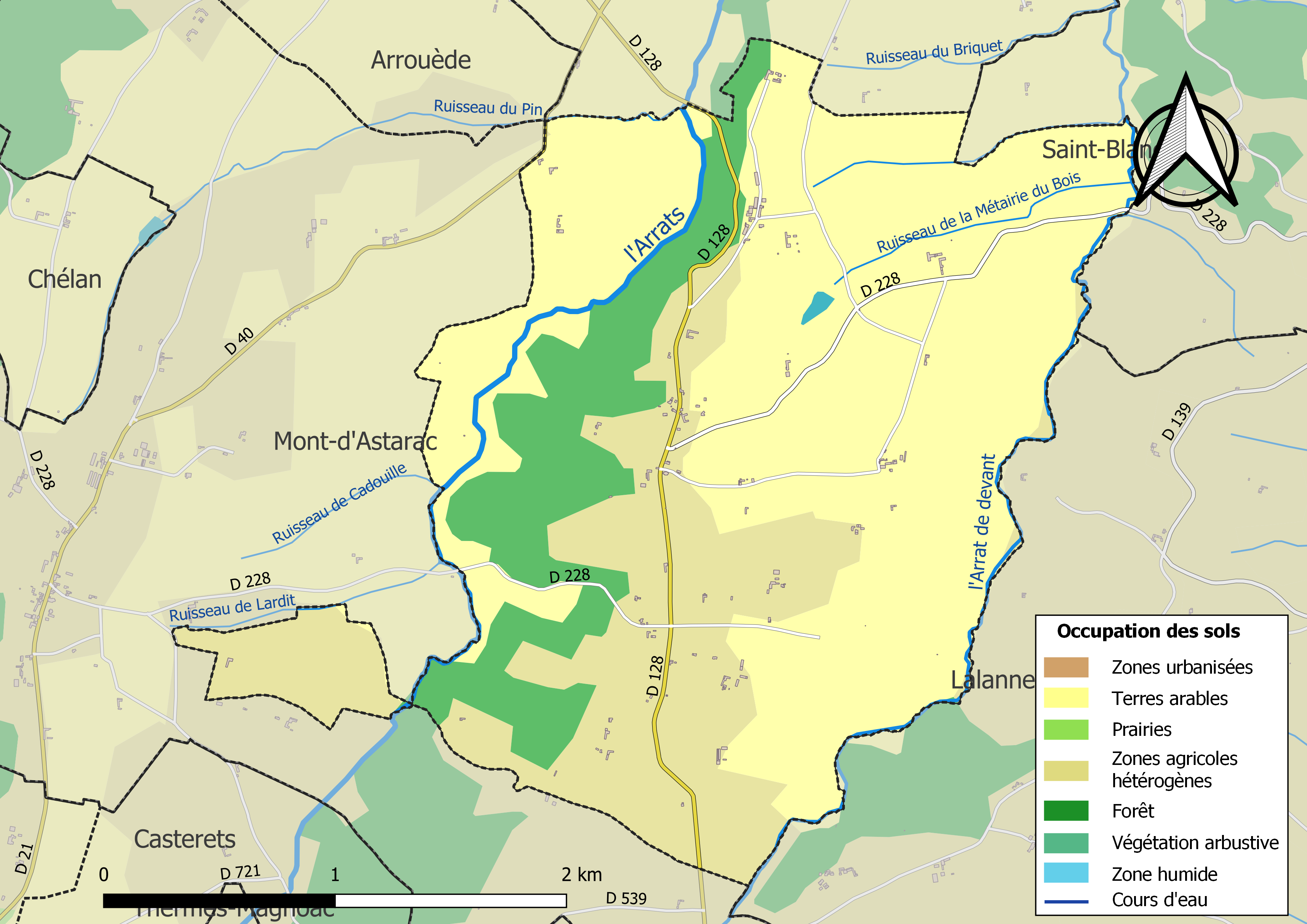
Carte des infrastructures et de l'occupation des sols de la commune en 2018 (CLC).

### Risques majeurs
Le territoire de la commune de Manent-Montané est vulnérable à différents aléas naturels : météorologiques (tempête, orage, neige, grand froid, canicule ou sécheresse) et séisme (sismicité faible). Un site publié par le BRGM permet d'évaluer simplement et rapidement les risques d'un bien localisé soit par son adresse soit par le numéro de sa parcelle.

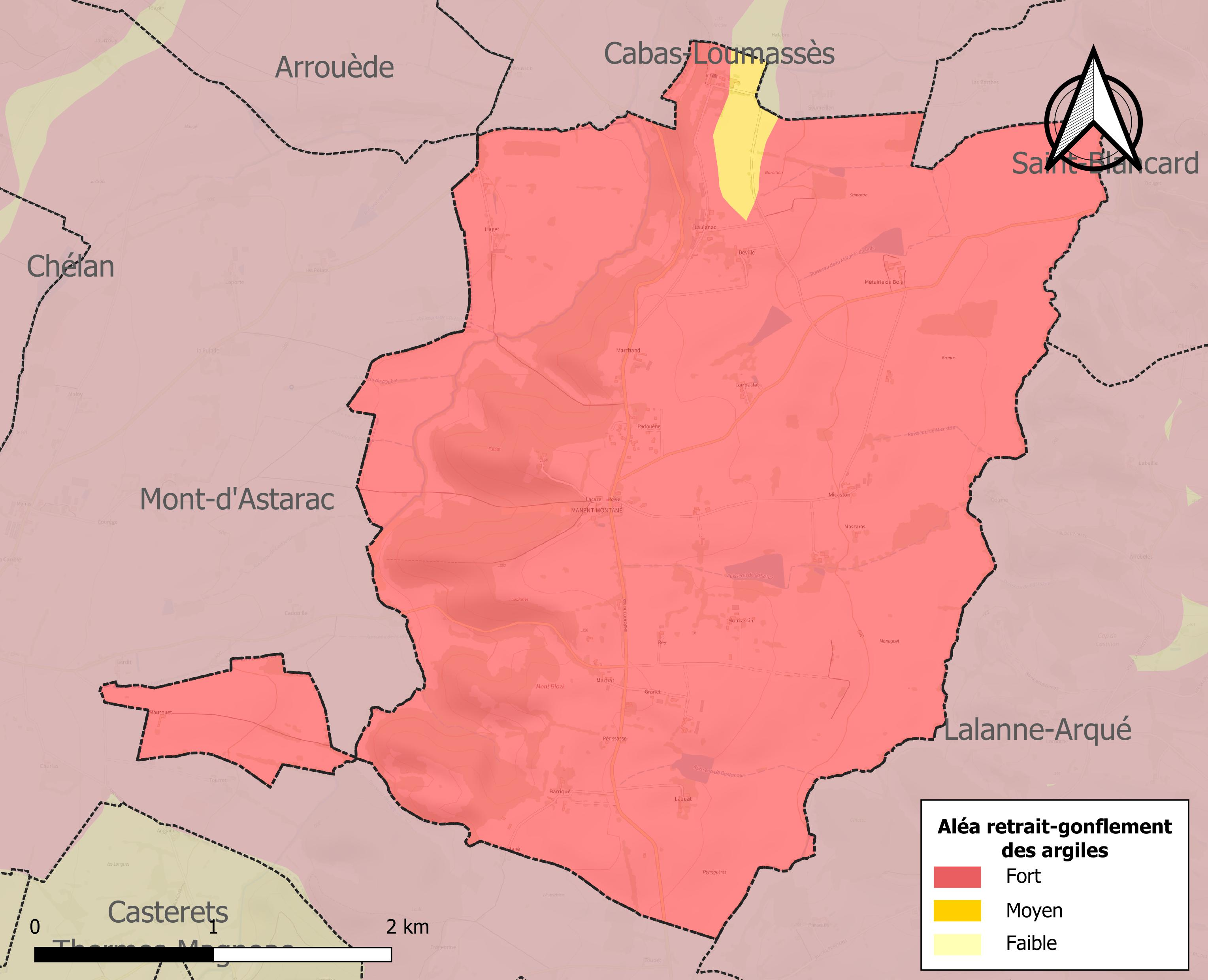
Carte des zones d'aléa retrait-gonflement des sols argileux de Manent-Montané.

Le retrait-gonflement des sols argileux est susceptible d'engendrer des dommages importants aux bâtiments en cas d’alternance de périodes de sécheresse et de pluie. La totalité de la commune est en aléa moyen ou fort (94,5 % au niveau départemental et 48,5 % au niveau national). Sur les 56 bâtiments dénombrés sur la commune en 2019, 56 sont en aléa moyen ou fort, soit 100 %, à comparer aux 93 % au niveau départemental et 54 % au niveau national. Une cartographie de l'exposition du territoire national au retrait gonflement des sols argileux est disponible sur le site du BRGM,.
Par ailleurs, afin de mieux appréhender le risque d’affaissement de terrain, l'inventaire national des cavités souterraines permet de localiser celles situées sur la commune.
La commune a été reconnue en état de catastrophe naturelle au titre des dommages causés par les inondations et coulées de boue survenues en 1999 et 2009. Concernant les mouvements de terrains, la commune a été reconnue en état de catastrophe naturelle au titre des dommages causés par la sécheresse en 1989 et par des mouvements de terrain en 1999.

## Histoire
La terre et le château de Manent furent le fief de la famille noble de La Marque-Marca jusqu'à leur émigration en 1791, au moment de la Terreur. C'est alors que Jeanne-Pétronille Josèphe d'Antras, qui avait épousé Jean-Baptiste Paul de La Marque Marca, dernier seigneur de Manent décédé en 1785, dut quitter, précipitamment et de nuit, le château de Manent avec ses trois filles. Ses biens furent saisis et vendus comme biens nationaux. Les archives de la famille furent préservées dans des maisons amies de la région. Elle mourut à Bours (65) en 1825.

## Politique et administration

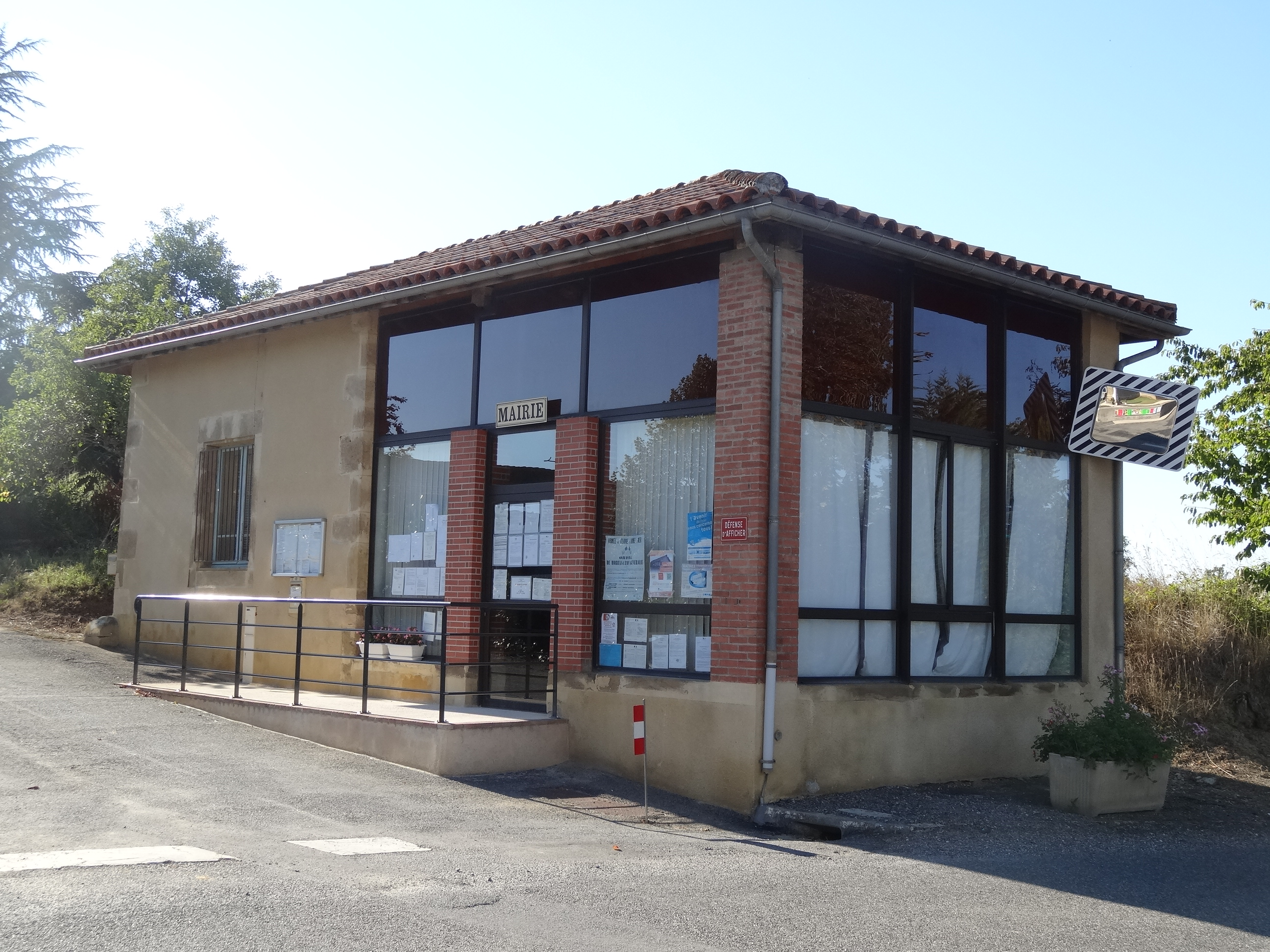
La mairie de Manent-Montané.

| Période                                  | Période  | Identité         | Étiquette | Qualité              |
| ---------------------------------------- | -------- | ---------------- | --------- | -------------------- |
| mars 2001                                | 2008     | Marcel Barthe    |           |                      |
| mars 2008                                | 2014     | Christian Borise |           |                      |
| mars 2014                                | En cours | Joseph Lafforgue | DVG       | Agriculteur retraité |
| Les données manquantes sont à compléter. |          |                  |           |                      |

## Démographie
L'évolution du nombre d'habitants est connue à travers les recensements de la population effectués dans la commune depuis 1793. Pour les communes de moins de 10 000 habitants, une enquête de recensement portant sur toute la population est réalisée tous les cinq ans, les populations de référence des années intermédiaires étant quant à elles estimées par interpolation ou extrapolation. Pour la commune, le premier recensement exhaustif entrant dans le cadre du nouveau dispositif a été réalisé en 2008.

En 2022, la commune comptait 87 habitants, en évolution de −6,45 % par rapport à 2016 (Gers : +1,04 %, France hors Mayotte : +2,11 %).
| 1793 | 1800 | 1806 | 1821 | 1831 | 1841 | 1846 | 1851 | 1856 |
| ---- | ---- | ---- | ---- | ---- | ---- | ---- | ---- | ---- |
| 173  | 165  | 156  | 173  | 332  | 312  | 324  | 305  | 290  |

| 1861 | 1866 | 1872 | 1876 | 1881 | 1886 | 1891 | 1896 | 1901 |
| ---- | ---- | ---- | ---- | ---- | ---- | ---- | ---- | ---- |
| 256  | 269  | 270  | 257  | 223  | 233  | 203  | 196  | 222  |

| 1906 | 1911 | 1921 | 1926 | 1931 | 1936 | 1946 | 1954 | 1962 |
| ---- | ---- | ---- | ---- | ---- | ---- | ---- | ---- | ---- |
| 209  | 204  | 156  | 168  | 165  | 150  | 150  | 136  | 131  |

| 1968 | 1975 | 1982 | 1990 | 1999 | 2006 | 2008 | 2013 | 2018 |
| ---- | ---- | ---- | ---- | ---- | ---- | ---- | ---- | ---- |
| 128  | 136  | 123  | 103  | 106  | 91   | 87   | 92   | 91   |

| 2022 | - | - | - | - | - | - | - | - |
| ---- | - | - | - | - | - | - | - | - |
| 87   | - | - | - | - | - | - | - | - |

## Économie

### Emploi
|                | 2008  | 2013  | 2018  |
| -------------- | ----- | ----- | ----- |
| Commune        | 8,8 % | 7 %   | 5,5 % |
| Département    | 6,1 % | 7,5 % | 8,2 % |
| France entière | 8,3 % | 10 %  | 10 %  |

En 2018, la population âgée de 15 à 64 ans s'élève à 55 personnes, parmi lesquelles on compte 56,4 % d'actifs (50,9 % ayant un emploi et 5,5 % de chômeurs) et 43,6 % d'inactifs,. En  2018, le taux de chômage communal (au sens du recensement) des 15-64 ans est inférieur à celui de la France et du département, alors qu'en 2008 la situation était inverse.
La commune est hors attraction des villes,. Elle compte 21 emplois en 2018, contre 22 en 2013 et 29 en 2008. Le nombre d'actifs ayant un emploi résidant dans la commune est de 28, soit un indicateur de concentration d'emploi de 75,5 % et un taux d'activité parmi les 15 ans ou plus de 37,8 %.
Sur ces 28 actifs de 15 ans ou plus ayant un emploi, 11 travaillent dans la commune, soit 39 % des habitants. Pour se rendre au travail, 71,4 % des habitants utilisent un véhicule personnel ou de fonction à quatre roues, 7,1 % s'y rendent en deux-roues, à vélo ou à pied et 21,4 % n'ont pas besoin de transport (travail au domicile).

### Activités hors agriculture
4 établissements sont implantés  à Manent-Montané au 31 décembre 2019.
Le secteur du commerce de gros et de détail, des transports, de l'hébergement et de la restauration est prépondérant sur la commune puisqu'il représente 75 % du nombre total d'établissements de la commune (3 sur les 4 entreprises implantées  à Manent-Montané), contre 27,7 % au niveau départemental.

### Agriculture
La commune est dans l'Astarac, une petite région agricole englobant tout le Sud du département du Gers, un quart de sa superficie, et correspond au pied de lʼéventail gascon. En 2020, l'orientation technico-économique de l'agriculture  sur la commune est la polyculture et/ou le polyélevage.
|               | 1988 | 2000 | 2010 | 2020 |
| ------------- | ---- | ---- | ---- | ---- |
| Exploitations | 14   | 13   | 13   | 10   |
| SAU (ha)      | 526  | 508  | 575  | 423  |

Le nombre d'exploitations agricoles en activité et ayant leur siège dans la commune est passé de 14 lors du recensement agricole de 1988  à 13 en 2000 puis à 13 en 2010 et enfin à 10 en 2020, soit une baisse de 29 % en 32 ans. Le même mouvement est observé à l'échelle du département qui a perdu pendant cette période 51 % de ses exploitations,. La surface agricole utilisée sur la commune a également diminué, passant de 526 ha en 1988 à 423 ha en 2020. Parallèlement la surface agricole utilisée moyenne par exploitation a augmenté, passant de 38 à 42 ha.

## Culture locale et patrimoine

### Lieux et monuments
- Église Saint-Germier.
- Château de Déville (XIXe siècle). Propriété privée, ne se visite pas.
- Château de Manent (XVIIIe siècle). Propriété privée, ne se visite pas.

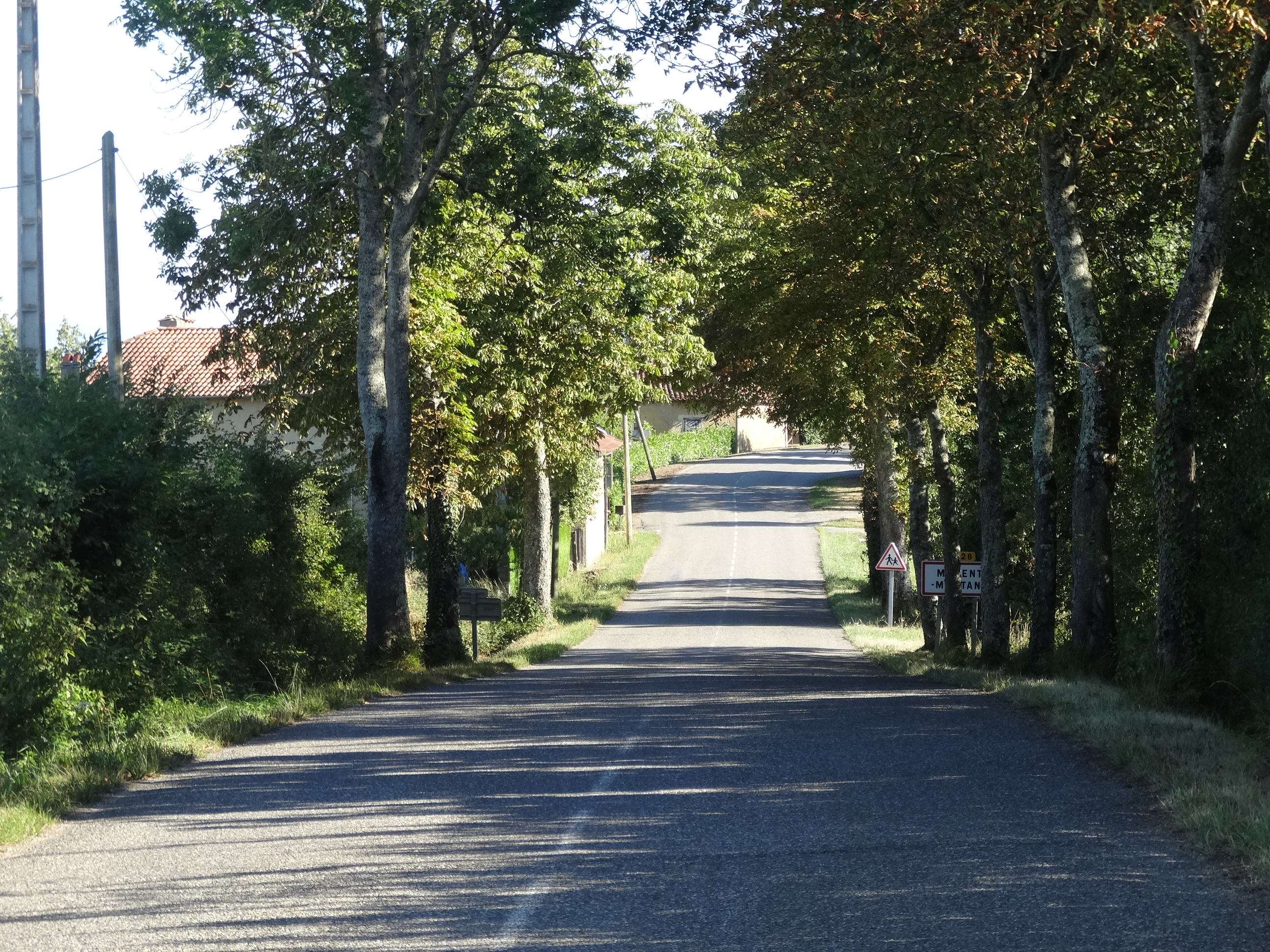
Route principale.
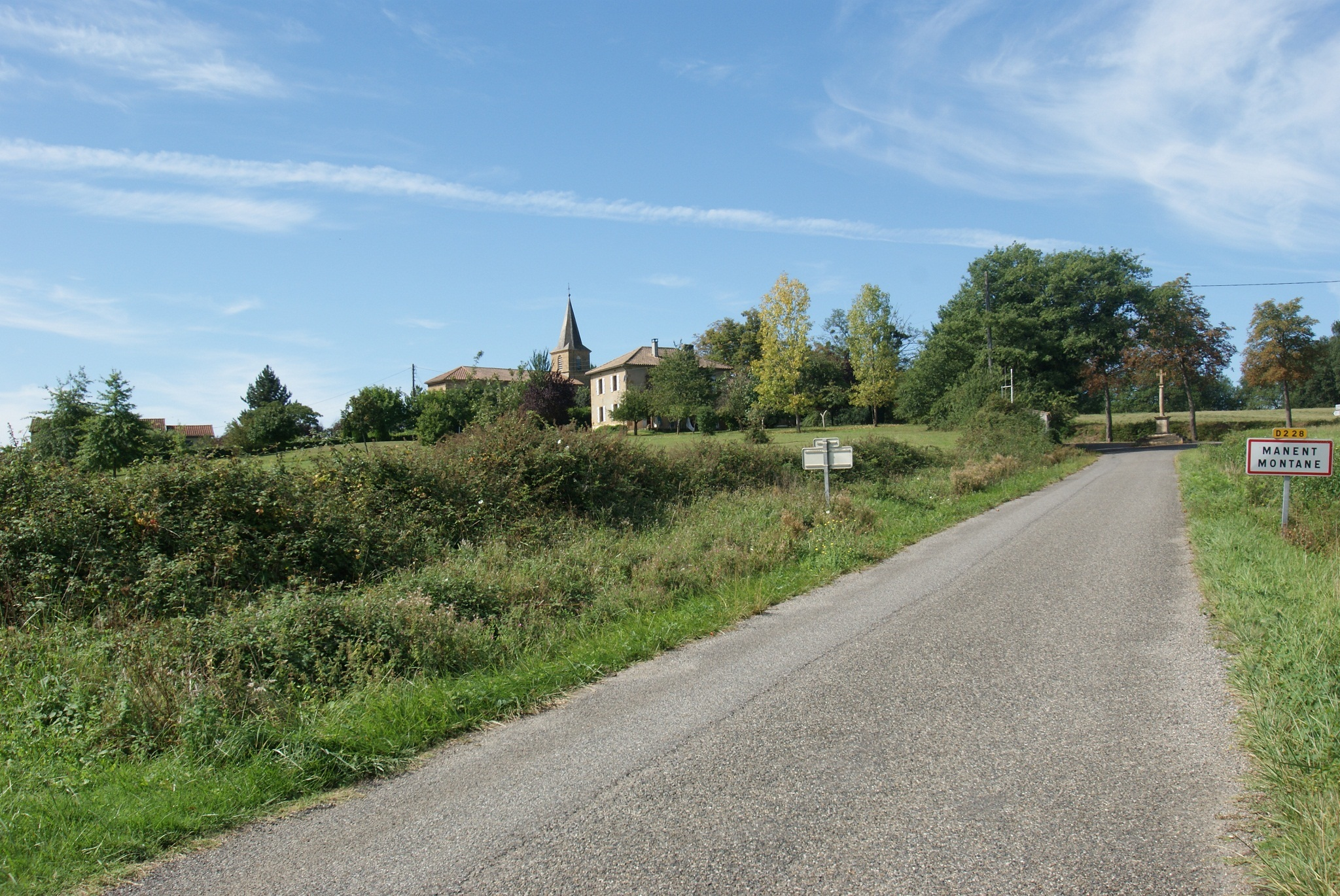
Le village vu depuis l'est de la commune.
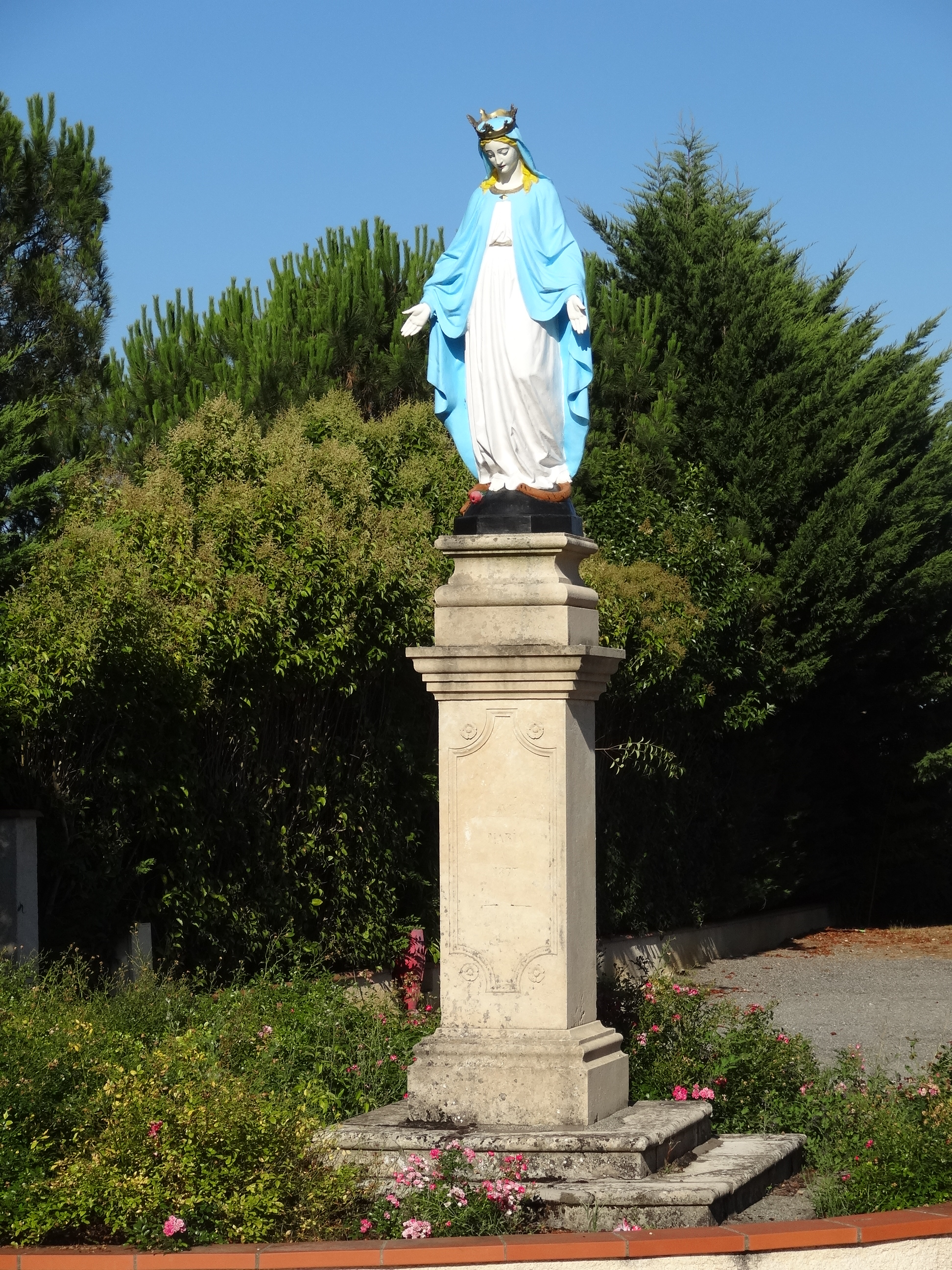
Statue de l'Immaculée Conception.
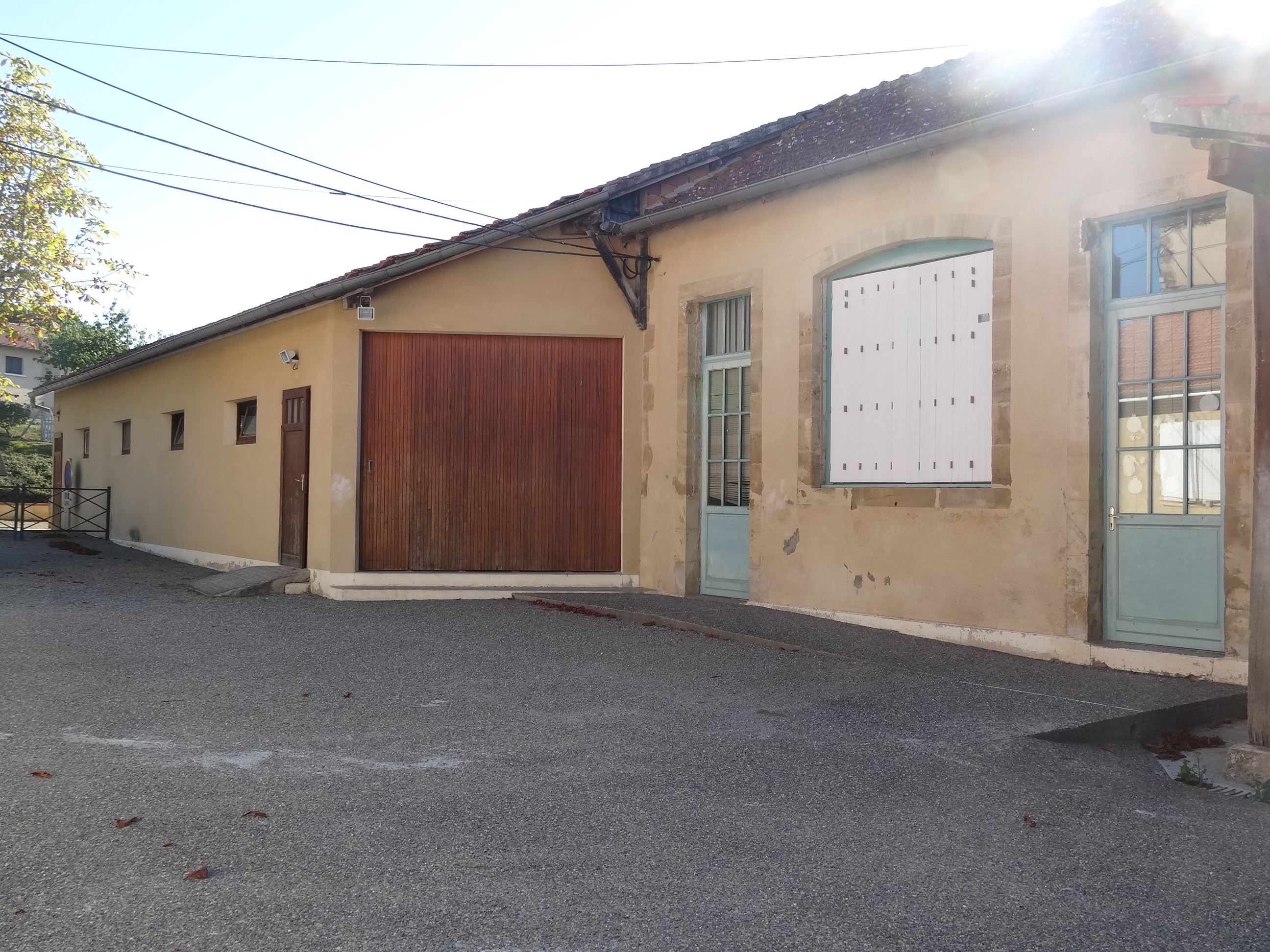
L'école et la salle des fêtes de Manent-Montané.